# 切爾克斯克
切爾克斯克（俄语：Черке́сск）是俄羅斯卡拉恰伊-切爾克斯共和國首府。2002年人口116,244人。
1804年建城，原名巴塔尔帕申斯卡亚（Баталпашинская），1934年改為巴塔尔帕申斯克（Баталпашинск），1934年改名苏利莫夫（Сулимов），1937年改名叶若沃-切尔克斯克（Ежово-Черкесск）。1939年改為今名。